# Горпищенко, Павел Филиппович
Па́вел Фили́ппович Горпищенко (13 декабря 1893, станица Пашковская, Кубанская область — 28 ноября 1943) — советский военный деятель, полковник, участник Первой мировой, Гражданской и Великой Отечественной войн. В межвоенные годы — командир ряда батарей береговой обороны Черноморского флота. В годы Великой Отечественной войны участвовал в обороне Севастополя как командир нескольких формирований морской пехоты. После ранения и эвакуации участвовал в серии последующих наступательных операций Красной армии. Погиб в боях на Никопольском плацдарме.

## Ранние годы
Павел Филиппович Горпищенко родился 13 декабря 1893 года в Кубанской области, в станице Пашковской. Отец — Филипп Семёнович, столяр (умер, когда Павлу было пять лет). Мать — Аграфена Терентьевна, кухарка (умерла в 1916 году). В семье было ещё пятеро сыновей и две дочери. Павел окончил церковно-приходскую школу, затем работал маляром вместе со старшим братом.
С 1914 года на Кавказском фронте Первой мировой войны, служил рядовым в Карсской крепостной артиллерии, в 1917 году переведён в Эрзерумский артиллерийский полк. В рядах РККА с 1918 года, участник Гражданской войны, воевал в составе 1-й конной армии. Член РКП(б) с 1919 года. В 1920 году окончил артиллерийские курсы в Саратове.
В мае 1920 года был назначен командиром отделения позиционной батареи (г. Новороссийск), с июля того же года командовал 2-й полевой тяжёлой батареей в составе 9-й армии, а в феврале 1921 года занял эту же должность в составе 1-й полевой тяжёлой батареи. С августа 1921 года — и. д. инструктора для поручений при артиллерийском отделе Кавказского сектора береговой обороны. Начиная с октября 1921 года, командовал 3-й и 1-й батареями.

## Межвоенные годы
В 1923 году окончил Высшую артиллерийскую школу в городе Детское Село. В октябре того же года назначен на должность командира батареи берегового дивизиона Новороссийской группы. В феврале 1924 года назначен на пост командира батареи 2-го дивизиона Севастопольской крепости, в ноябре 1926 года — на аналогичный пост в батарее Батумского укрепрайона. В феврале 1928 года занял пост помощника командира дивизиона в составе 6‑й крепостной артиллерийской бригады, в июле 1930 года стал помощником начальника сектора в составе Технического управления ВМФ.
С февраля 1932 года служил в составе 1‑й бригады береговой обороны МСБМ в качестве командира башни № 7. В мае того же года назначен командиром железнодорожной батареи Ижорского укрепрайона. В 1933 году окончил специальные КУКС в Ленинграде. С октября 1934 года преподавал в 4‑м училище береговой обороны в Севастополе и командовал там 4‑м дивизионом. С февраля 1938 года — начальник школы оружия учебного отряда Черноморского флота. Избирался депутатом Городского совета Севастополя. Звание полковника присвоено 21 марта 1939 года.

## Великая Отечественная война

### Оборона Севастополя
Участник обороны Севастополя в 1941—1942 годах. В начале ноября 1941 года сформировал батальон Школы оружия Черноморского флота, а 9 ноября возглавил 1-й Севастопольский полк морской пехоты, действовавший во II секторе Севастопольского оборонительного района. Младший политрук и адъютант Горпищенко в 1941 году М. Г. Байсак сравнивал его с Николаем Щорсом и писал, что Горпищенко был схож с командиром времён Гражданской войны не только внешностью, но и «бесстрашием, умением предвидеть ход событий, разгадать замысел врага и в конечном итоге выиграть бой».
С 9 ноября 1941 года 1-й полк морской пехоты был включён во II сектор обороны Севастополя, прикрывавший направление Ялта — Севастополь. 22 декабря Горпищенко лично возглавил один из батальонов полка в контратаке, состоявшейся на правом фланге против немецко-румынских частей. Согласно записи от 24 января 1942 года в дневнике редактора газеты «Красный черноморец» Павла Мусьякова, группа разведчиков вместе с Горпищенко вышла на контролируемую немцами территорию и собрала ёлки для ребят, чтобы устроить новогодний праздник. В ходе рейда группа уничтожила 7 солдат противника, вернувшись при этом назад без единой потери.
Со 2 мая 1942 года Горпищенко — командир 8-й бригады морской пехоты, которая относилась к IV сектору обороны, прикрывавшему направление Бахчисарай — Севастополь. В период третьего штурма в ночь с 28 на 29 июня 1942 года 8-я бригада под командованием Горпищенко держала оборону на Сапунгорских высотах: левее неё находились позиции 514-го стрелкового полка, правее — 386-й стрелковой дивизии. К 12 часам дня потери 8-й бригады составили до 80 % личного состава, в связи с чем она начала отступать к английскому редуту Виктория. Штаб бригады потерял связь с частями, соседями и штабом армии; из-за больших потерь удалось организовать только прикрытие, но не оборону на редуте. В ходе боёв Павел Фёдорович получил ранение и был доставлен в тыл, а ночью эвакуирован морем в Новороссийск. Командиром 8-й бригады после ранения Горпищенко стал полковой комиссар Силантьев, сформировавший из остатков бригады батальон численностью 350 человек.
К моменту эвакуации Горпищенко советскими войсками были утеряны все пристани и аэродром. В районе 35-й береговой батареи собрались множество раненных, командиров и отдельных бойцов, однако посланные за комсоставом к берегу катера не подходили. Капитан-лейтенант Б. Д. Островский, связист из отдела связи штаба флота, вспоминал следующее:

… Горпищенко на катер переправили матросы. Они связали из автопокрышек плотик, посадили его и подтолкнули. Ильичев мне говорит: «Раз не отвечают, плыви». Много народа плыло к катерам, ну и я поплыл. Некоторые тонули, не хватало сил. Мне был брошен канат с катера и я взобрался на борт. Это было где-то после двух часов ночи. Командиром катера, как я позже узнал, был Еремин. На этот катер подняли и Горпищенко.

### После эвакуации
С июля 1942 года находился в распоряжении Военного совета Черноморского флота, 3 сентября того же года прикомандирован к Туапсинской ВМБ. С 21 января 1943 года — в распоряжении отдела кадров Закавказского фронта, был назначен командиром 165-й отдельной стрелковой бригады. С бригадой воевал на «Малой земле» в феврале — апреле 1943 года, с ней в составе 16-го стрелкового корпуса участвовал в Краснодарско-Новороссийской наступательной операции и высадке на Мысхако, был ранен.
С 20 июня 1943 года — командир 77-й стрелковой дивизии, оборонявшей в составе 58-й армии побережье Таганрогского залива и Азовского моря. С этой дивизией в сентябре 1943 года выступал в район Блюменталь, командовал ею в составе 44-й армии в ходе Мелитопольской операции. С 22 ноября 1943 года участвовал в прорыве вражеских рубежей обороны в Горностаевском районе Николаевской области.

### Гибель

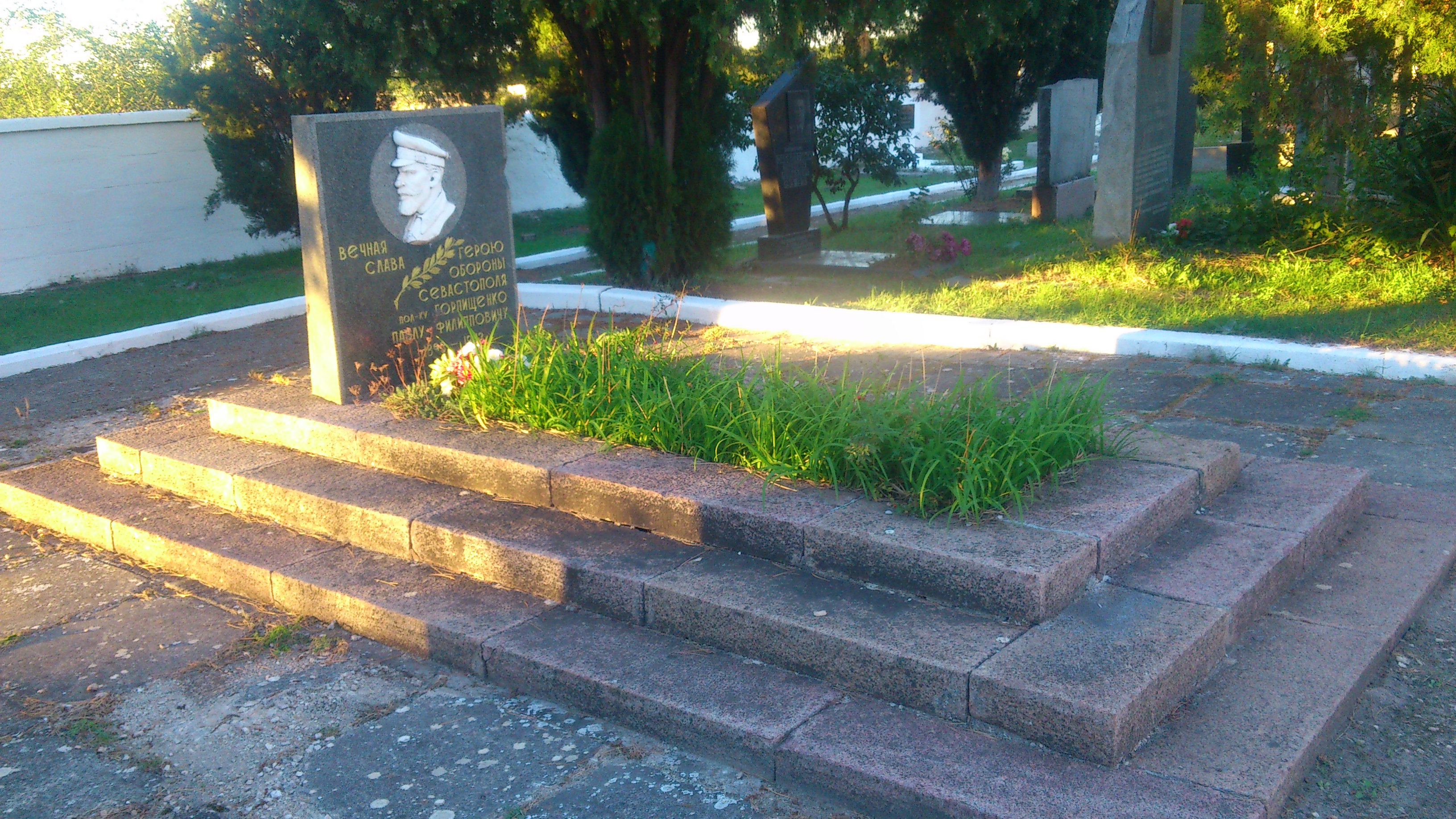
Могила полковника П. Ф. Горпищенко

Павел Филиппович Горпищенко погиб 28 ноября 1943 года в боях за Великую и Малую Лепетихи на Никопольском плацдарме, будучи в боевых порядках 105-го стрелкового полка. По некоторым данным, утром того дня он выехал на передовые позиции уточнить задачи перед началом наступления, но был смертельно ранен снайпером в сердце. Незадолго до гибели Горпищенко был представлен к званию генерал-майора.
Изначально он был похоронен в Краснодаре, но в ноябре 1961 года перезахоронен на Мемориальном братском кладбище советских солдат в севастопольском районе Дергачи.

## Награды
- Орден Красного Знамени (17 апреля 1942)[3] — за образцовое выполнение боевых заданий Командования на фронте борьбы с немецкими захватчиками и проявленные при этом доблесть и мужество[19]
- Орден Красной Звезды (23 октября 1942)[3] — за образцовое выполнение боевых заданий Командования на фронте борьбы с немецкими захватчиками и проявленные при этом доблесть и мужество[20]
- Орден Отечественной войны I степени (29 ноября 1943, посмертно)[3] — за образцовое выполнение боевых заданий Командования на фронте борьбы с немецкими захватчиками и проявленные при этом доблесть и мужество[21]
- Медаль «XX лет РККА» (1938)[3]
- Медаль «За оборону Севастополя» (1942)[3]

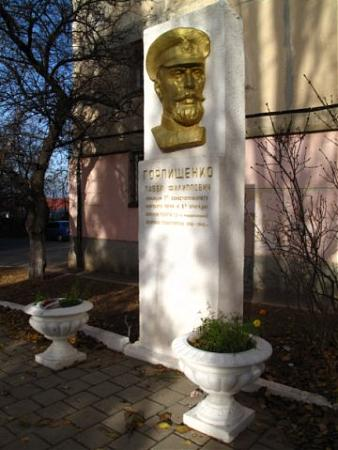
Памятник Горпищенко П. Ф. по ул. Горпищенко, 47 в Севастополе. 1971 год, скульпторы А. Куликова, С. Арефьева

- другие награды[2][17]

## Семья
- В первом браке родился сын Валентин, который погиб в годы войны[7].
- Вторая супруга — Лариса Николаевна, от этого брака сын Виктор (24 ноября 1926 — 8 ноября 2007), капитан 2-го ранга ВМФ СССР[22][23]. Похоронен на том же кладбище, что и отец[2].

## Память
- Имя Горпищенко носит улица в Севастополе[2][17].
- Перед домом № 47 по улице Горпищенко в 1971 году был установлен памятник, являющийся объектом культурного наследия регионального значения[1][24].
- В фильме «Море в огне» (1970) роль полковника исполнил Виктор Отиско[25].
- В 2013 году в память 120-летия со рождения и 70-летия со дня смерти П. Ф. Горпищенко Укрпочта выпустила тематический почтовый конверт, а 26 декабря 2013 года провела специальное гашение в городе Севастополе[26].

## Комментарии
1. ↑  В документах упоминается под фамилиями Горпищенко и Горнищенко[4][5]
2. ↑  Данное захоронение — объект культурного наследия регионального значения[18]